# Ромелу Лукаку
Ромелу Менама Лукаку Болињоли (енгл. Romelu Menama Lukaku Bolingoli; Антверпен, 13. мај 1993) професионални је белгијски фудбалер који тренутно игра за Наполи и за репрезентацију Белгије на позицији нападача.
Лукаку је фудбалску каријеру почео у мањим локалним клубовима, да би 2006. године стигао у Андерлехт. Добро се показао у Првенству Белгије, па је од 2011. играо у Челсију. Клуб из Лондона је за тај трансфер издвојио 12 милиона евра. Одиграо је свега десет утакмица, а 2012. је отишао на позајмицу у Вест Бромич албион. Био је стандардан и постигао је седаманест погодака у сезони. Ипак, након епизоде у том клубу, Лукаку прелази у Евертон, такође на позајмицу из Челсија. Како се Лукаку добро показао у Евертону, клуб из Ливерпула га званично доводи 2014. године за 32 милиона евра. Након одличних пар сезона у том клубу, Манчестер јунајтед је за 88 милиона евра одлучио да купи Белгијанца. Међутим, Лукаку се није најбоље снашао у том клубу и после низа неспоразума и неслагања, одлучио је да пређе у Интернационале, у трансферу вредном 80 милиона евра. С Интером је успео да буде првак Серије А и најбољи играч најјаче италијанске лиге. Године 2021, Лукаку се вратио у свој стари клуб — Челси — у рекордном трансферу који је износио 115 милиона евра. Тим трансфером, Лукаку је постао један од најскуљих играча у историји фудбала, најскупљи белгијски фудбалер као и најскупљи фудбалер у историји када се узму у обзир вредности свих досадашњих трансфера које је остварио у каријери (око 327 милиона евра). 
Лукаку је дугогодишњи репрезентативац Белгије. Прошао је кроз млађе селекције, а члан првог тима је од 2010. Са Белгијом је успео да се домогне трећег места на Светском првенству у Русији 2018. године.
Лукаку има препознатљив стил игре. Његова супериорна грађа и физичка надмоћ дају му могућност успјешног играња на позицији класичног нападача.

## Клупска каријера

### Андерлехт
Дана 13. маја 2009. године, на свој 16. рођендан, Лукаку је потписао професионални уговор са Андерлехтом на три године. Неколико дана касније је дебитовао у Првенству Белгије у утакмици против Стандарда из Лијежа. Постао је стандардан члан првог тима у сезони 2009-2010. Постигао је и први гол, 28. августа 2009. године, у 89. минуту против Зулте Варегема. Била је то одлична сезона за Лукакуа, с обзиром да је био најбољи стријелац белгијског првенства, а Андерлехт је освојио 30. титулу. У сезони 2010-2011, Андерлехт није тријумфовао, али је Лукаку поново био запажен са 20 голова у свим такмичењима.

### Челси
Августа 2011, Ромелу Лукаку прелази у Челси за укупно 20 милиона евра. Потписао је петогодишњи уговор. За Челси је дебитовао у утакмици против Норич ситија. У игру је ушао умјесто Фернанда Тореса.
У Премијер лиги дебитовао је 13. маја 2012. године против Блекбурн Роверса. Асистирао је Џону Терију код водећег гола. Челси је тада славио са 3:1.
Ипак, није било превише мјеста за Лукакуа у екипи Челсија. Углавном је био на клупи за резерве и није добијао шансу за игру. Он је чак и отворено изразио незадовољство својом ситуацијом у тиму и био је пред излазним вратима.

### Вест Бромич албион (позајмица)
Након годину дана боравка у Челсију Ромелу Лукаку одлази у Вест Бромич албион на позајмицу у трајању од једне сезоне. Већ осам дана касније, Лукаку је први пут затресао мрежу у дресу ВБА и то против Ливерпула у побједи 3:0. Лукаку је у тој утакмици играо као резервни играч, ушавши у игру у 77. минуту. Гол је постигао и на утакмици против Рединга. Без обзира на добар развој ствари у Вест Бромичу, Лукаку и даље није крио жељу за игром у Челсију. Наставио је са бриљантним играма, постигавши поново гол против Ливерпула. Већ тада је имао десет голова у сезони. 19. маја 2013. године, Лукаку је ушао у игру против Манчестер Јунајтеда у другом полувремену. Постигао је хет-трик, а утакмица је завршена резултатом 5:5. 
Без обзира на то што је позајмљен ВБА, Лукаку је био бољи стријелац од било ког играча Челсија, постигавши 17 голова у сезони 2012-2013.

### Евертон

#### Сезона 2013/14 (позајмица)
Посљедњег дана љетног прелазног рока 2013. године, Лукаку поново одлази на позајмицу из Челсија, овог пута у Евертон. За Евертон је дебитовао 21. септембра 2013, против Вест Хема. На истој утакмици је постигао и први гол у плавом дресу. Услиједио је и деби на Гудисон парку против Њукасла, на којем је дао два гола и једном асистирао. Већ у сљедећем мечу даје нови гол и то против Манчестер Ситија у побједи 3:1. Наставио је у истом ритму у утакмицама против Астон Виле и Ливерпула. Лукаку се одлично снашао у Евертону и привлачио је све већу пажњу у Енглеској. Својом игром је представљао будућност свјетског фудбала. Тад га је ипак омела повреда лигамента коју је зарадио у „Дербију Мерсисајда”, јануара 2014. На терен се вратио у марту исте године на утакмици против Вест Хема. Постигао је једини гол за побједу свог тима.
Дана 6. априла 2014. је постигао гол и асистирао у побједи 3:0 над Арсеналом. Сезону је завршио са 15 голова на 31 наступу.

#### Сезона 2014/15
Ромелу Лукаку је у јулу 2014. године потписао уговор са Евертоном, поставши званично њихов играч. Вриједност уговора износила је 25 милиона фунти, што је тада представљало рекорд овог клуба. Уговор је био потписан на пет година, а Лукаку је задужио дрес са бројем 10. Први гол након овог уговора постигао је у септембру 2014. године против свог бившег тима, Вест Бромич албиона. Лукаку из поштовања према бившем тиму није прославио овај гол. 
Дана 19. фебруара 2015. године Лукаку је дошао до хет-трика против Јанг Бојса у Лиги Европе. Евертон је славио резултатом 4:1. У другој утакмици тог двомеча, Лукаку је дао још два гола и тако се са осам голова посебно истакао у европском такмичењу те сезоне.

#### Сезона 2015/16
Дана 15. августа 2015. године Лукаку постиже два гола у побједи гостујући Саутемптону 0:3. 28. септембра 2015. године, Лукаку је режирао велики преокрет Евертона против Вест Брома. Евертон је губио са 0:2, али захваљујући головима и асистенцији Лукакуа, плави су славили резултатом 3:2. У наредној утакмици је донио изједначење свом тиму голом против Ливерпула.
Постигао је и два гола против Астон Виле, поставши тако тек пети играч у историји лиге који су постигли 50 голова, а да су притом били млађи од 23. године. Прије њега то су успјели: Роби Фаулер, Вејн Руни, Мајкл Овен и Кристијано Роналдо.
Дана 7. децембра је дао свој 50. гол за Евертон у свим такмичењима на утакмици против Кристал Паласа.
Дана 12. децембра је постигао гол против Норича. Тако је постао први играч Евертона који је погађао на шест узастопних првенствених утакмица након 40. година. Давао је голове на седам узастопних утакмица рачунајући сва такмичења. Гол је постигао и на осмој узастопној утакмици у поразу Евертона од Лестера, 2:3.
Дана 6. фебруара 2016. године, Ромелу Лукаку је био стријелац против Стоука. То је био његов двадесети гол у сезони. Сезона 2015-16 је била друга узастопна у којој Белгијанац даје 20 или више голова. Гол против Стоука је за Лукакуа био 16. гол у првенству.
Дана 1. марта је био стријелац гола против Астон Виле. Био је то његов 17. гол у сезони. Тако је поставио рекорд по броју голова једног играча Евертона у сезони у Премијер лиги. Лукаку је тако изједначио лични рекорд по броју голова у једној сезони, који је поставио док је био на позајмици у Вест Бромич албиону.

#### Сезона 2016/17
Лукаку је постигао сва три гола против Сандерленда 12, септембра 2016. године. За хет-трик му је било потребно 11 минута и 37 секунди. 4. фебруара 2017. Лукаку је четири пута тресао мрежу у побједи над Борнмутом, 6:3. 25. фебруара 2017. је био стријелац у утакмици против Сандерленда.
То је био његов 60. гол за Евертон у Премијер лиги. 5. марта је постигао гол у поразу од Тотенхема (2:3). У сљедећем колу је дао гол против ВБА. Тако је већ трећу сезону заредом постизао бар двадесет голова у свим такмичењима. Седмицу дана касније, у побједи над Хал Ситијем, Лукаку је постигао два гола, поставши тако први играч Евертона још након 30 година који је постигао више од 20 првенствених голова у једној сезони и тек четврти играч у историји лиге које је до бројке од 80 голова у Премијер лиги стигао прије 24. године. Једини је странац који је то успио.
Средином марта 2017. године, Лукаку је одбио понуду Евертона од 140.000 фунти недељно, не потписавши уговор. Разлог тога је била жеља белгијског фудбалера да наступа у Лиги шампиона.
Лукаку је био двоструки стријелац против Лестера 9. априла (4:2).
Дана 15. априла је био стријелац у побједи над Барнлијем (3:1). Постао је први играч Евертона након 25 година који је постигао бар по 25 голова у двије узастопне сезоне у свим такмичењима. Лукаку је био стријелац на девет узастопних утакмица на Гудисон парку.
Ромелу Лукаку је 20. априла 2017. уврштен у „Тим године” Премијер лиге за сезону 2016-17.

### Манчестер Јунајтед

#### Сезона 2017/18
Дана 10. јула 2017. године, Лукаку је потписао петогодишњи уговор са Манчестер Јунајтедом вриједан 75 милиона фунти (+ 15 милиона фунти додатка). Задужио је дрес са бројем 9 којег је дотад носио Златан Ибрахимовић. Дебитовао је 16. јула 2017. године на пријатељском мечу против Лос Анђелес Галаксија. Резултат је био 5:2 за Манчестер Јунајтед. Два дана касније, Манчестер је играо пријатељску утакмицу против Реал Солт Лејка у Јути. Лукаку је постигао свој први гол за нови клуб у побједи (2:1). 21. јула у Хјустону, одиграна је пријатељска утакмица између великих манчестерских ривала. Јунајтед је савладао Сити резултатом 2:0, а Лукаку је био стријелац првог гола.

## Репрезентативна каријера
Ромелу Лукаку је репрезентативац Белгије. Дебитовао је за први тим 2010. године против Хрватске. Прве голове за своју репрезентацију постигао је у новембру 2010. на пријатељској утакмици са Русијом.

### Светско првенство 2014.

#### Завршни турнир
Лукаку је наступио на завршном турниру Свјетског првенства 2014. у Бразилу. Одиграо је 58 минута на првој утакмици белгијске репрезентације на такмичењу против Алжира. У шеснаестини финала је био асистент и стријелац против САД. Асистирао је Кевину де Брујнеу, а гол је постигао у 105. минуту утакмице.

### Европско првенство 2016.

#### Завршни турнир
Лукаку је за Белгију играо и на Европском првенству 2016. у Француској. 
Дана 18. јуна 2016, на утакмици групне фазе против Републике Ирске Лукаку је био двоструки стријелац у побједи 3:0.

### Светско првенство 2018.

#### Квалификације
Ромелу Лукаку је играо на квалификацијама за Свјетско првенство 2018. у Русији.
Дана 6. септембра 2016. године, Лукаку је дао два гола против Кипра у првој утакмици квалификација. У другој утакмици квалификационог циклуса, Белгија је играла против Босне и Херцеговине, 7. октобра 2016. Лукаку је постигао посљедњи гол у убједљивој побједи своје репрезентације (4:0). 13. новембра 2016. Белгија је угостила Естонију. Славили су веома убједљиво са 8:1, а Лукаку је дао два гола у самој завршници утакмице. Лукаку је погодио и у марту 2017. године у утакмици против Грчке. Био је једини стријелац за Белгију на том сусрету (1:1).

#### Завршни турнир
Ромелу Лукаку је играо на завршном турниру Свјетског првенства 2018.
Лукаку је дао два гола на првој утакмици Белгије, 18. јуна, против Панаме.
Дана 23. јуна је Белгија побиједила Тунис (5:1), а Лукаку је још једном био двоструки стријелац.

## Највећи успеси

### Клупски

#### Андерлехт
- Првенство Белгије (1) : 2009/10.

#### Интер
- Првенство Италије (1) : 2020/21.
- Куп Италије (1) : 2022/23.
- Суперкуп Италије (1) : 2022.
- Лига шампиона : финале 2022/23.

#### Челси
- Светско клупско првенство (1) : 2021.

### Индивидуални
- Премијер лига - „Тим године” (1) : 2016/17.

## Статистика каријере

### Репрезентативна
Статистика до 1. јула 2024.
| Белгија | Белгија | Белгија |
| Год.    | Наступи | Голови  |
| ------- | ------- | ------- |
| 2010    | 8       | 2       |
| 2011    | 5       | 0       |
| 2012    | 5       | 1       |
| 2013    | 8       | 2       |
| 2014    | 11      | 6       |
| 2015    | 5       | 0       |
| 2016    | 14      | 11      |
| 2017    | 9       | 9       |
| 2018    | 14      | 14      |
| 2019    | 5       | 7       |
| 2020    | 5       | 5       |
| 2021    | 12      | 11      |
| 2022    | 3       | 0       |
| 2023    | 9       | 15      |
| 2024    | 6       | 2       |
| Укупно  | 119     | 85      |